# Cyclostomata
Cyclostomata ou "ciclóstomos" - antigo taxon em que se agrupam os peixes com boca circular e desprovidos de mandíbulas, ou seja, as mixinas e as lampreias. Cyclostomata em grego (cyclos + stoma) significa "boca circular". Suas bocas não podem fechar devido à falta de uma mandíbula, então eles têm que constantemente mover a água através da boca.